# Martí Salvans i Puig
Martí Salvans i Puig (1898 - Vic, Osona, 26 de gener de 1983) fou un conegut pagès i ramader català.
L'any 1982 fou guardonat amb la Creu de Sant Jordi per la seva contribució a la conservació de la raça del guarà o ruc català. El 1976 s'atorgà a Martí Salvans, en tant que conegut agricultor i ramader de la comarca osonenca, el "Llorer" del Mercat del Ram de Vic, una distinció municipal. Casat amb Montserrat Ferrer i Vila, va morir el 1983, un any després de la concessió de la Creu de Sant Jordi.